# Jheringsfehn
 (décembre 2017).
Jheringsfehn est un quartier de la commune allemande de Moormerland, dans l'arrondissement de Leer, Land de Basse-Saxe.

## Géographie
Jheringsfehn est un village en rangée qui s'étend le long du Jheringsfehnkanal et de ses affluents du nord-ouest au sud-est (Hookswieke, Georgswieke, Rudolfswieke, Old Beekswieke et New Beekswieke).

## Histoire

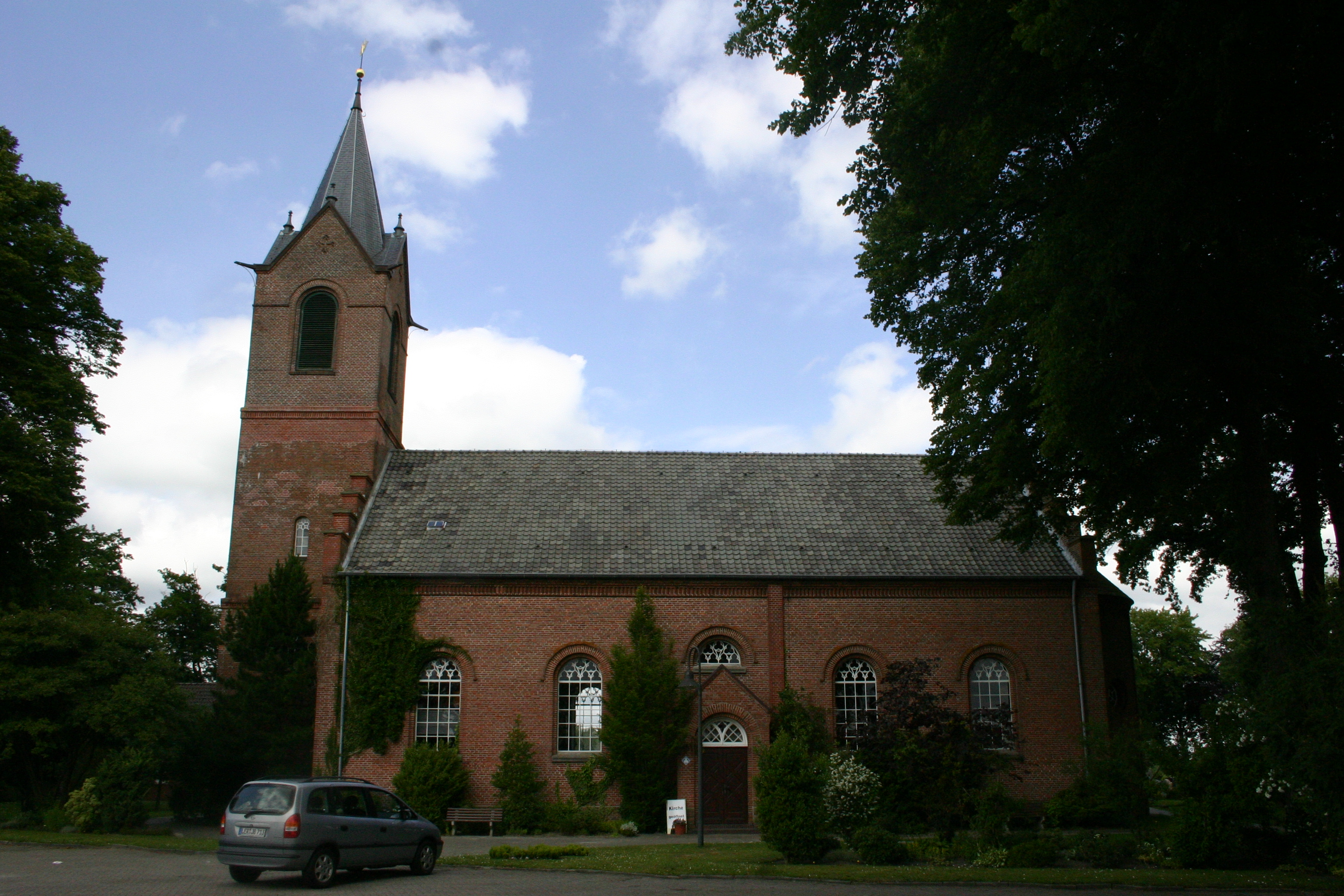
Église

Le premier colon fut Paul Harsebroek, commissaire aux digues d'Emden. En 1641, il acquiert une propriété de lande de 25 hectares, appelée Bullenmeede, pour 100 Reichsthalers. Le 16 octobre 1660, Harsebroek conclut un bail avec le gouvernement de l'Etat pour un autre terrain. Le revenu de l'extraction de la tourbe est faible, de sorte que Harsebroek a de plus en plus de difficultés financières, le bail héréditaire ne peut plus être payé et est en faillite en 1741. Dans la procédure de faillite ultérieure, Rebecca Ritzius Dam, née Warsing, reprend les terres des héritiers Harsebroek. Ritzius donne la propriété en 1742 à son beau-fils, le gouverneur Sebastian Eberhard Jhering. Le nom de Jheringsfehn est mentionné pour la première fois en 1772.
Jheringsfehn fusionne avec Moormerland en janvier 1973.

## Personnalités liées au village
- Sebastian Eberhard Jhering (1700-1759)
- Caspar Rudolph Jhering (1740-1809), juriste
- Luisa Hartema (née en 1994), mannequin

## Source, notes et références
- (de) Cet article est partiellement ou en totalité issu de l’article de Wikipédia en allemand intitulé « Jheringsfehn » (voir la liste des auteurs).